# 格里卢 (拜昂)
格里卢是葡萄牙波尔图区的一个堂区。总面积6.11平方公里，总人口680人，人口密度111.3人/平方公里。